# Camelobaetidius matilei
Camelobaetidius matilei is een haft uit de familie Baetidae. De wetenschappelijke naam van de soort is voor het eerst geldig gepubliceerd in 2001 door Thomas, Peru & Horeau.
De soort komt voor in het Neotropisch gebied.